# Джерби, Али
Али Джерби (араб. اعلي الجربي‎/ 1903, Дерна, Киренаика, Османская империя — 19 апреля 1969) — ливийский государственный деятель и дипломат, и.о. министра иностранных дел Ливии (1951).

## Биография
Получил образование в Османской империи, до 1923 г. жил в Стамбуле до 1923 года, после чего вернулся в Керинаику и работал учителем.
- 1949—1950 гг. — министр транспорта эмирата Киренаика,
- март-декабрь 1951 г. — министр иностранных дел временного правительства Ливии (во главе с Махмудом аль-Мунтасиром), одновременно министр здравоохранения (март-апрель 1951 г.) и министр юстиции (апрель-декабрь 1951 г.).

После создания Королевства Ливия с декабря 1951 года по февраль 1954 г. занимал пост министра обороны. Включил в состав ливийской армии остававшихся в живых представителей сил Сенусси, которые боролись с западными союзниками во время Второй мировой войны. Привлекал новобранцев из Ирака и Турции для военной подготовки, созданной Военной академии в Бенгази.
Затем был переведен на дипломатическую работу:
- 1954—1961 гг. — посол в Ираке,
- 1961—1967 гг. — посол во Франции.